# Tomáš Nosek
Tomáš Nosek (* 1. září 1992 Pardubice) je český lední hokejista hrající za tým Florida Panthers v NHL.

## Hráčská kariéra
V roce 2016/2017 vyhrál s Grand Rapids Griffins Calder Cup. Hned po této sezoně po něm sáhl v rozšiřovacím draftu nový klub NHL Vegas Golden Knights. Tomáš je historicky prvním střelcem na domácím ledě VGK, což se mu povedlo v zápase při otevření T-Mobile Areny, proti týmu Arizona Coyotes.

## Ocenění a úspěchy
- 2010 ČHL-18 - Nejlepší nahrávač v playoff
- 2014 ČHL - Nejtrestanější hráč v playoff
- 2015 AHL - Nejlepší hráč v pobytu na ledě (+/-)

## Prvenství

### ČHL
- Debut - 25. října 2011 (HC ČSOB Pojišťovna Pardubice proti Rytíři Kladno)
- První asistence - 25. října 2011 (HC ČSOB Pojišťovna Pardubice proti Rytíři Kladno)
- První gól - 7. prosince 2012 (HC Škoda Plzeň proti HC ČSOB Pojišťovna Pardubice, brankáři Marku Mazancovi)

### NHL
- Debut - 26. prosince 2015 (Nashville Predators proti Detroit Red Wings)
- První gól - 28. března 2017 (Carolina Hurricanes proti Detroit Red Wings, brankáři Cam Ward)
- První asistence - 24. října 2017 (Vegas Golden Knights proti Chicago Blackhawks)

## Klubová statistika
| Sezóna      | Klub                         | Soutěž      |     | Základní část | Základní část | Základní část | Základní část | Základní část |    | Play off | Play off | Play off | Play off | Play off |
| Sezóna      | Klub                         | Soutěž      | Z   | G             | A             | B             | TM            | Z             | G  | A        | B        | TM       |          |          |
| 2007–08     | HC Moeller Pardubice         | ČHL-18      | 40  | 9             | 7             | 16            | 28            | 2             | 1  | 0        | 1        | 2        |          |          |
| 2008–09     | HC Moeller Pardubice         | ČHL-18      | 22  | 14            | 21            | 35            | 34            | 4             | 3  | 0        | 3        | 2        |          |          |
| 2008–09     | HC Moeller Pardubice         | ČHL-20      | 23  | 2             | 8             | 10            | 8             | 3             | 0  | 1        | 1        | 0        |          |          |
| 2009–10     | HC Eaton Pardubice           | ČHL-18      | 5   | 4             | 8             | 12            | 0             | 6             | 2  | 7        | 9        | 2        |          |          |
| 2009–10     | HC Eaton Pardubice           | ČHL-20      | 16  | 3             | 9             | 12            | 4             | —             | —  | —        | —        | —        |          |          |
| 2010–11     | HC Eaton Pardubice           | ČHL-20      | 51  | 30            | 33            | 63            | 64            | —             | —  | —        | —        | —        |          |          |
| 2010–11     | HC Chrudim                   | 1.ČHL       | 14  | 1             | 8             | 9             | 0             | —             | —  | —        | —        | —        |          |          |
| 2011–12     | HC ČSOB Pojišťovna Pardubice | ČHL-20      | 13  | 13            | 13            | 26            | 8             | —             | —  | —        | —        | —        |          |          |
| 2011–12     | HC ČSOB Pojišťovna Pardubice | ČHL         | 27  | 0             | 4             | 4             | 2             | —             | —  | —        | —        | —        |          |          |
| 2011–12     | HC VCES Hradec Králové       | 1.ČHL       | 5   | 2             | 0             | 2             | 0             | 3             | 0  | 0        | 0        | 0        |          |          |
| 2012–13     | HC ČSOB Pojišťovna Pardubice | ČHL-20      | 6   | 5             | 9             | 14            | 4             | —             | —  | —        | —        | —        |          |          |
| 2012–13     | HC ČSOB Pojišťovna Pardubice | ČHL         | 50  | 5             | 9             | 14            | 20            | 3             | 0  | 0        | 0        | 0        |          |          |
| 2012–13     | Královští lvi Hradec Králové | 1.ČHL       | 5   | 4             | 1             | 5             | 2             | —             | —  | —        | —        | —        |          |          |
| 2013–14     | HC ČSOB Pojišťovna Pardubice | ČHL         | 52  | 19            | 25            | 44            | 36            | 10            | 3  | 3        | 6        | 44       |          |          |
| 2014–15     | Grand Rapids Griffins        | AHL         | 55  | 11            | 23            | 34            | 22            | 12            | 2  | 5        | 7        | 4        |          |          |
| 2015–16     | Grand Rapids Griffins        | AHL         | 70  | 15            | 15            | 30            | 42            | 9             | 1  | 0        | 1        | 6        |          |          |
| 2015–16     | Detroit Red Wings            | NHL         | 6   | 0             | 0             | 0             | 2             | —             | —  | —        | —        | —        |          |          |
| 2016–17     | Grand Rapids Griffins        | AHL         | 51  | 15            | 26            | 41            | 33            | 19            | 10 | 12       | 22       | 18       |          |          |
| 2016–17     | Detroit Red Wings            | NHL         | 11  | 1             | 0             | 1             | 2             | —             | —  | —        | —        | —        |          |          |
| 2017–18     | Vegas Golden Knights         | NHL         | 67  | 7             | 8             | 15            | 14            | 17            | 4  | 2        | 6        | 8        |          |          |
| 2018–19     | Vegas Golden Knights         | NHL         | 68  | 8             | 9             | 17            | 18            | 7             | 0  | 0        | 0        | 14       |          |          |
| 2019–20     | Vegas Golden Knights         | NHL         | 67  | 8             | 7             | 15            | 20            | 8             | 2  | 1        | 3        | 2        |          |          |
| 2020–21     | Vegas Golden Knights         | NHL         | 38  | 8             | 10            | 18            | 10            | 6             | 0  | 1        | 1        | 4        |          |          |
| 2021–22     | Boston Bruins                | NHL         | 75  | 3             | 14            | 17            | 32            | 7             | 0  | 2        | 2        | 0        |          |          |
| 2022–23     | Boston Bruins                | NHL         | 66  | 7             | 11            | 18            | 48            | —             | —  | —        | —        | —        |          |          |
| 2023–24     | New Jersey Devils            | NHL         | 36  | 2             | 4             | 6             | 6             | —             | —  | —        | —        | —        |          |          |
| NHL celkově | NHL celkově                  | NHL celkově | 434 | 44            | 63            | 107           | 152           | 52            | 6  | 8        | 14       | 28       |          |          |

## Reprezentace
| Rok                       | Tým                       | Soutěž                    | Z | G | A | B | TM |
| ------------------------- | ------------------------- | ------------------------- | - | - | - | - | -- |
| 2012                      | Česko 20                  | MSJ                       | 6 | 0 | 1 | 1 | 2  |
| Juniorská kariéra celkově | Juniorská kariéra celkově | Juniorská kariéra celkově | 6 | 0 | 1 | 1 | 2  |